# Гіссенський університет
Гіссенський університет імені Юстуса Лібіха (нім. Justus-Liebig-Universität Gießen) — університет Гіссена.

## Історія
Заснований в 1607 році ландграфом Людвігом V як Гіссенська Академія. До 1945 року називався Університетом Людвіга (нім. Ludwigsuniversität). Частина університету, що вціліла до кінця Другої світової війни, була перетворена на Інститут землеробства і ветеринарії імені Юстуса Лібіха (нім. Justus-Liebig-Hochschule für Bodenkultur und Veterinärmedizin), який в 1957 році (350 років після заснування) знову отримав статус університету. В університеті створено потужний центр вивчення історії Східної Європи.

## Структура університету

### Факультети
З 1999 року в Гіссенському університеті навчають за одинадцятьма спеціальностями:
1. Юриспруденція
2. Економіка
3. Соціальні науки і культура
4. Історія і культура
5. Мовознавство, література і культура
6. Психологія та спорт
7. Математика та інформатика, фізика, географія
8. Біологія та хімія
9. Агрономія та довкілля
10. Ветеринарія
11. Медицина

## Відомі випускники
- Герман Йоганн Фаненштиль — німецький гінеколог